# Bill Cowley
Bill Cowley (Quebec, 12 de junho de 1912 - Ontário, 31 de dezembro de 1993) foi um canadense profissional em hóquei no gelo filiado à organização profissional esportiva National Hockey League, a NHL.

## Carreira
| 1934–35    | Tulsa Oilers     | AHA        | 1   | 0   | 0   | 0   | 5   | —  | —  | —  | —  | —  |
| 1934–35    | St. Louis Eagles | NHL        | 41  | 5   | 7   | 12  | 10  | —  | —  | —  | —  | —  |
| 1935–36    | Boston Bruins    | NHL        | 48  | 11  | 10  | 21  | 17  | 2  | 2  | 1  | 3  | 2  |
| 1936–37    | Boston Bruins    | NHL        | 46  | 13  | 22  | 35  | 4   | 3  | 0  | 3  | 3  | 0  |
| 1937–38    | Boston Bruins    | NHL        | 48  | 17  | 22  | 39  | 8   | 3  | 2  | 0  | 2  | 0  |
| 1938–39    | Boston Bruins    | NHL        | 34  | 8   | 34  | 42  | 2   | 12 | 3  | 11 | 14 | 2  |
| 1939–40    | Boston Bruins    | NHL        | 48  | 13  | 27  | 40  | 24  | 6  | 0  | 1  | 1  | 7  |
| 1940–41    | Boston Bruins    | NHL        | 46  | 17  | 45  | 62  | 16  | 2  | 0  | 0  | 0  | 0  |
| 1941–42    | Boston Bruins    | NHL        | 28  | 4   | 23  | 27  | 6   | 5  | 0  | 3  | 3  | 5  |
| 1942–43    | Boston Bruins    | NHL        | 48  | 27  | 45  | 72  | 10  | 9  | 1  | 7  | 8  | 4  |
| 1943–44    | Boston Bruins    | NHL        | 36  | 30  | 41  | 71  | 12  | —  | —  | —  | —  | —  |
| 1944–45    | Boston Bruins    | NHL        | 49  | 25  | 40  | 65  | 12  | 7  | 3  | 3  | 6  | 0  |
| 1945–46    | Boston Bruins    | NHL        | 26  | 12  | 12  | 24  | 6   | 10 | 1  | 3  | 4  | 2  |
| 1946–47    | Boston Bruins    | NHL        | 51  | 13  | 25  | 38  | 16  | 5  | 0  | 2  | 2  | 0  |
| NHL totals | NHL totals       | NHL totals | 549 | 195 | 353 | 548 | 143 | 64 | 12 | 34 | 46 | 22 |